# Kanton Solre-le-Château
Kanton Solre-le-Château (francouzsky Canton de Solre-le-Château) je francouzský kanton v departementu Nord v regionu Nord-Pas-de-Calais. Tvoří ho 16 obcí.

## Obce kantonu
- Aibes
- Beaurieux
- Bérelles
- Bousignies-sur-Roc
- Choisies
- Clairfayts
- Cousolre
- Dimechaux
- Dimont
- Eccles
- Hestrud
- Lez-Fontaine
- Liessies
- Sars-Poteries
- Solre-le-Château
- Solrinnes